# إرنست بلوم (لاعب كرة قدم)
إرنست بلوم (بالألمانية: Ernst Blum)‏ (25 يناير 1904 بشتوتغارت في ألمانيا - 17 مايو 1980) هو لاعب كرة قدم ألماني في مركز الوسط. شارك مع منتخب ألمانيا لكرة القدم. أما مع النوادي، فقد لعب مع نادي شتوتغارت.

## وصلات خارجية
- إرنست بلوم على موقع قاعدة بيانات كرة القدم.إي يو (الإنجليزية)
- إرنست بلوم على موقع ناشيونال فوتبول تيمز (الإنجليزية)
- إرنست بلوم على موقع عالم كرة القدم.نت (الإنجليزية)